# Афиосемион Шлюппа
Афиосемион Шлюппа (лат. Aphyosemion schluppi) — вид лучепёрых рыб из семейства нотобранхиевых (Nothobranchiidae) отряда карпозубообразных.

## Внешний вид
Самцы имеют длину до 7,5 см, самки — 3—4 см. Спинка у самцов тёмно-коричневая, брюшко бежевое. На жаберных крышках — три наклонные полосы (у некоторых самцов их нет). Чешуйки на боках — с зелёным отливом и красной оторочкой. Непарные плавники ближе к внешнему краю оранжевые, у основания — зелёные с красноватыми пятнами. Задний край спинного и анального плавников закруглён.
Самки очень похожи на самцов, но у них нет зеленоватого отлива на боках и оранжевого канта на непарных плавниках; оранжевый крап на плавниках более заметен.

## Распространение
Обитает в ручьях и речках гористого тропического леса на юге Конго.